# 日野麻里
日野麻里（日语：／ Hino Mari，5月22日—），日本女性配音員。出身於北海道根室市。Sigma Seven所屬。身高148cm。A型血。

## 人物
日野麻里在北海道根室高等學校就讀期間，是話劇社的成員。畢業後，她搬到了東京，進入配音訓練學校，並於2010年出道。2021年11月1日，她從Sigma Seven e轉移。
興趣：盯著衣服乾燥機運作、卡拉OK。特長：鋼琴。她是三個兄弟姊妹中的老大，還有一個雙胞胎弟弟和妹妹。

## 演出
粗體字表示主要角色。

### 電視動畫
2011年
- 白兔玩偶（主播）
- 少年同盟（2011年—2012年，松岡春〈童年時期〉、女學生、友人4、女高中生2、裕子 等）2系列[系列 1]

2012年
- 聖靈家族 -La storia della Arcana Famiglia-（莎拉）
- 無賴勇者的鬼畜美學（女學生、繭）
- 其中1個是妹妹！（後輩女子、女學生、神凪雅的母親）
- 機器人筆記（淳和的朋友A）
- 絕園的暴風雨（學生）

2013年
- 血型小將ABO（AB型女子）
- 庭球社（園童）
- 現視研 二代目（中島裕子）
- 銀狐（福田朱輝、蓮、女學生）
- 我要成為世界最強偶像（練習生）
- 伽利略少女（羅伯托·馬特拉齊〈童年時期〉）

2014年
- 魔劍姬！（耀）
- 武士弗拉明戈（小孩）
- Wake Up, Girls！（I-1 Club 37號）
- LOVE STAGE!!（美穗、女學生2、女子C、尚蒂利、女子A）
- 白箱（2014年—2015年，新川奈緒[9]、大志郎、學生、係長、夏希、安原繪麻的母親）
- selector spread WIXOSS（少女）
- 天體的秩序（廣播）

2015年
- 四月是你的謊言（主持人）
- ALDNOAH.ZERO（操作員）
- 大家集合！法爾康學園SC（日语：みんな集まれ!ファルコム学園）（波琳）
- ISUCA依絲卡（調査員、女）
- 惡魔高校D×D BorN（露克）
- 御神樂學園組曲（社員）
- Go！Princess 光之美少女（編輯）
- 學園孤島（廣播）
- 監獄學園（老師的聲音、男子B、女子F）

2016年
- 重裝武器（美人搜査官）
- 銀河機攻隊 莊嚴皇子（Team Ferkel隊長[來源請求]）[注 1]
- 飛翔的魔女（犬養永遠[10]）
- 名偵探柯南（女子）
- 齊木楠雄的災難（2016年—2018年，母親、泉）2系列[系列 2]
- TABOO TATTOO -禁忌咒紋-（亞修）
- 侍靈演武：將星亂（保健室老師[11]）
- Lostorage incited WIXOSS（2016年—2018年，搬家公司、初始的LRIG、女學生、金井的LRIG、御影悠人）2系列[系列 3]
- 時間飛船24（女性）
- 魔法少女育成計劃（犬吠埼珠的弟弟）

2017年
- 烏菈菈迷路帖（女主人、闇烏菈菈）
- 南鎌倉高校女子自行車社（保健室老師、日原華野、旅館人員）
- Hand Shakers（女兒）
- 機動戰士鋼彈 鐵血的孤兒（學生）
- 愛麗絲與藏六（美容師）
- 魔物獵人物語 RIDE ON（梅拉勒C）
- 戰姬絕唱SYMPHOGEAR AXZ（新聞主播）
- LoveLive！Sunshine!!（偶像A）
- 血界戰線 & BEYOND（小孩）
- Classica Loid（社員）

2018年
- 妖精森林的小不點（烏拉拉）
- 龍族拼圖（少年B）
- 雷頓神秘偵探社 ～卡特莉的解謎事件簿～（工作人員、由紀）
- 魔法律事務所（2018年—2020年，女性應試生、蘇菲的母親、愛的母親、學、大木 等）2系列[系列 4]
- 星之島喵喵（日语：ほしの島のにゃんこ）（2018年—2019年，真央[12]）
- 魔法禁書目錄III（2018年—2019年，莉梅亞[13]）

2019年
- 約定的夢幻島（2019年—2021年，托馬[14][15]、雪莉、多米尼克[15]）2系列[系列 5]
- 魔法少女特殊戰明日香（主播）
- Endro～！（舞鬥家、獸人）
- 魔法水果籃 (2019年版)（2019年—2021年，草摩紫吳〈童年時期〉）2系列[系列 6]
- 女高中生的虛度日常（女教師、女學生）
- 小書痴的下剋上：為了成為圖書管理員不擇手段！（2019年—2022年，阿姨、弗伊的朋友、札薩、見習灰衣神官、加米爾 等）3系列[系列 7]
- 巴比倫（日语：バビロン (小説)）（廣播）
- 慎重勇者 ～這個勇者明明超TUEEE卻過度謹慎～（修女）
- 美妙射擊部（學生）
- 我們真的學不來！（女學生A）
- 募戀英雄 PIECE OF TRUTH（親戚）

2020年
- 異種族風俗娘評鑑指南（奧克芭[16]）
- 神推偶像登上武道館我就死而無憾（時髦女子）
- 奇幻☆怪盜？（不知火真的母親）
- 妖怪學園Y ～與N的遭遇～（日语：妖怪学園Y 〜Nとの遭遇〜）（2020年—2021年，桂馬步、霧隱嵐斗〈7歲〉、彬吉、蟾蜍、山姥、乾隆彥、宇佐日和、明子、泰拉敏 等）
- ARGONAVIS from BanG Dream！ANIMATION（店員）
- 食戟之靈 豪之皿（料理人C）
- 魔女之旅（顧客）
- 暮蟬悲鳴時業（小孩）
- 安達與島村（算命通靈師）
- 夢夢貓（流星妖怪）

2021年
- 2.43 清陰高中男子排球社（女高中生）
- 花樣滑冰Stars（小孩、記者）
- 異世界魔王與召喚少女的奴隸魔術Ω（希盧）
- SSSS.DYNAZENON（嘉賓）
- 刮掉鬍子的我與撿到的女高中生（OL）
- 暗夜第六感2041（日语：NIGHT HEAD）（一般女性B）
- SELECTION PROJECT（淀川早美）
- 大正處女御伽話（幸子、女性顧客、渥美大和）
- 百萬噸級武藏（2021年—2023年，岸部未來、布奇、土方龍吾〈小時候〉、米卡基、瑪雅 等）2系列[系列 8]
- 86 -不存在的戰區-（伍長）
- 卡片鬥爭!! 先導者 overDress（2021年—2023年，女學生／由利香）2系列[系列 9]
- 海賊王女（亞爾麗塔[17]）
- 無職轉生 ～到了異世界就拿出真本事～（親）

2022年
- 這個不能播！（記者、路人女子AD）
- SLOW LOOP -女孩的釣魚慢活-（女學生）
- 自稱賢者弟子的賢者（風之精靈、純潔兔）
- 里亞德錄大地（市民）
- 射擊覺醒！激鬥瓶蓋人DX（2022年—2023年，少年1、女性粉絲1、舊書店店主、帆狩琉〈童年時期〉、B-DACT女子瓶蓋戰鬥者）
- 盾之勇者成名錄（亞人小孩A、跟班女性）
- Healer Girl 歌癒少女（廣播）
- 花火醬總是遲到（日语：ハナビちゃんは遅れがち）（一角君[18]）
- Extreme Hearts（監督機器人雷尼）
- 在地下城尋求邂逅是否搞錯了什麼IV 新章 迷宮篇（冒險者）
- 後宮之烏（宮女A）
- 明日方舟（2022年—2023年，電視播報員、少年、整合運動兵、彼得羅娃、市民 等）2系列[系列 10]
- 我想成為影之強者！（學生會）

2023年
- REVENGER（附近的人A、老闆娘、堂庵的畸形秀表演者A、游女A、尼姑D 等）
- 英雄傳說 閃之軌跡 北方戰役（店員）
- TechnoRoid 超越意志（女性粉絲）
- 我內心的糟糕念頭（2023年—2024年，店員、大槻）2系列[系列 11]
- 在無神世界裡進行傳教活動（奇爾奇爾、教團員、信徒、小孩、凱茵 等）
- 絆之Allele（帕尼提）
- 和山田談場Lv999的戀愛（店員）
- 機動戰士鋼彈 水星的魔女（CIC操作員）
- 打工吧！魔王大人!!（店員A）
- 七魔劍支配天下（莉涅特＝康沃利斯）
- 大小姐和看門犬（女子1、胡桃、女僕2、服務員）
- 不死不運（2023年—2024年，機場消息、操作員）
- 重生者的魔法一定要特別（學院廣播、影之世界的廣播）
- 競速OVERTAKE!（日语：オーバーテイク!）（女性店員）

2024年
- 魔都精兵的奴隸（駿河朱朱[19]）
- 為了在異世界也能撫摸毛茸茸而努力。（拉爾夫〈小時候〉、小攤、凍蜘蛛、格雷蒂亞）
- 休假的壞人先生（電視播報員、母親、新聞主播、女性記者、謎之生物 等）
- 小酒館Basue（東美樹〈少年時期〉）
- 狩龍人拉格納（克里斯多福〈少年時期〉）
- 從Lv2開始開外掛的前勇者候補過著悠哉異世界生活（布羅莎姆[20]）
- 關於我轉生變成史萊姆這檔事（古蓮妲·阿德利[21]）
- 擅長逃跑的殿下（弧次郎[22]）
- 鹿乃子乃子乃子虎視眈眈（妻）
- 當不成魔法師的女孩（大吉）
- 重啟人生的千金小姐正在攻略龍帝陛下（卡米拉[23]）
- Delico's Nursery（婦人、夏德·朱拉斯〈少年時期〉）
- 刀劍神域外傳 Gun Gale Online II（BKA）
- 香菇犬（日语：きのこいぬ）（駒子的同學）

2025年
- 哆啦A夢 (水田山葵版)（年輕女性、青蛙）
- 黑執事 -綠之魔女篇-（女僕）
- 終末起點（菲利斯的朋友）
- 紫雲寺家的兄弟姊妹（女子社員A）
- mono女孩（五十鈴鈴子）

### 電影動畫
- 冰川丸物語（日语：氷川丸ものがたり）（2015年，平山次郎〈回想3歳〉[24]）
- 冒險者們 甘巴與15隻夥伴（日语：冒険者たち ガンバと15ひきの仲間）（2015年，舞者1）
- Love Live！Sunshine!! 學園偶像電影 ～彩虹彼端～（2019年，女學生）
- 知道天空有多藍的人啊（2019年）
- 劇場版 白箱（2020年，新川奈緒[25]、常盤廣子、番茄[26] 等）
- 銀河騎士傳：織愛之星（2021年，女性操作員）
- Code Geass 奪回的Rozé（2024年，市民、修女）
- 劇場版 草莓王子 起始的物語 ～Strawberry School Festival!!!～（日语：劇場版すとぷり はじまりの物語〜Strawberry School Festival!!!〜）（2024年，母親）

### OVA
- CØDE:BREAKER 法外制裁者（2013年，女孩子）[注 2]
- 四月是你的謊言（2015年，女性）[注 3]
- 碧藍幻想 The Animation Extra 2（2017年，小孩D）
- （2017年）

### 網路動畫
- 怪物彈珠（2017年，秘書）
- 在異世界的廁所搞大。（日语：異世界のトイレで大をする。）（2019年，與太郎、努拉埃爾）
- 小太郎一個人生活（2022年，勇太、女1）
- 莎木 the Animation（2022年，高文、麻衣、艾琳）

### 遊戲
2013年
- 黑白 ～KOKUHAMU～（日语：黒白〜コクハク〜）（白月）

2015年
- 封印勇者！瑪恩島與空之迷宮（芙蓉[27]、斧頭[28]、宿命[29]、普里瑪[30]）
- 刀劍神域 Lost Song（無名角色[31]）

2016年
- 龍息之焰6：白龍的守護者（女主角[32]）
- 樂高未來騎士團 Murloc2.0（艾娃·普倫蒂斯）

2017年
- 天華百劍 -斬-（大俱利伽羅[33]）
- 刀劍神域 關鍵鬥士（主角聲音）
- 偶像× 戰士奇蹟之音！遊戲調律！（Poppun）

2018年
- 刀劍神域 奪命凶彈（女主角聲音1 & 聲音5[34]）
- 數碼寶貝ReArise（犰狳獸）

2021年
- 少女聖劍.io（岡格尼爾[35]）
- 魔法禁書目錄 幻想收束（莉梅亞[36]）
- 百萬噸級武藏

2023年
- 怪獸宇宙（箭、阿祖爾、錦緞、水生）

2024年
- 碧藍航線（莫加多爾）

2025年
- 怪物彈珠（古蓮妲·阿德利[37]）
- PROGRESS ORDERS（瑪爾[38]）

### 廣播劇CD
- 那傢伙的大本命3、4（2011年，沙織、2012年，少女、女子）[注 4]
- Double Mints（日语：ダブルミンツ）（2012年，女）
- （2013年，保健室老師）
- （2013年，中津川光、女子D）
- 黑色嘉年華 明日的約定（2013年，諾伊利）
- PSYCHO-PASS心靈判官 追蹤者 縢秀星（2015年，縢秀星〈少年時期〉）
- 百千家的妖怪王子 其之壹～參（2015年，金靈、飯塚花、太鼓餅）
- （2016年，彩）
- （2016年，古藤多惠）
- （2017年，太陽姐姐）
- 我對你的惟命是從2（2018年，木下的姊姊）
- 飛翔的魔女（2019年，犬養永遠[39]）
- 墜落JK與廢人老師（2019年）[注 5]
- 黑的白的2（2019年，女子社員）
- Apathy 學校恐怖的故事（日语：アパシー・シリーズ#旧作） 廣播劇CD（2019年，倉田惠美）
- 藥師少女的獨語（2020年，嬌嬌[40]）[注 6]

### 外語配音

#### 電影
- 讀心術（2014年，多熙〈金幼彬〉）※DVD版。
- 演講辯論社（英语：Speech & Debate）（2017年，瑞吉老師〈薩拉·貝克（英语：Sarah Baker）〉）※Netflix版。

#### 電視影集
- 邊橋謎案（英语：The Bridge (2011 TV series)）（2013年，阿爾瑪·魯伊斯、阿德里安娜·門德斯）※Super！drama TV（日语：スーパー! ドラマTV）版。
- 乖乖女（2018年）※Netflix版。

#### 動畫
- 樂高未來騎士團（2016年，艾娃·普倫蒂斯、愛麗絲·斯奎爾斯[41]、炎魔麗亞[42]）
- 火蕾（英语：Firebuds）（2023年，萬斯、瑪麗娜·拉米雷斯[43]）
- 非人哉（2023年，獸王）

### 動態漫畫
- Bee漫畫（日语：BeeTV） （2010年12月20日—，[44]）
- Bee漫畫 神奇獨角馬（日语：ユニコ#Bee TV版）（2010年8月1日—，瑪莉[45]）
- Bee漫畫 工作狂人（2011年5月1日—，渚真由[46][47]）
- dTV（日语：DTV (NTTドコモ)） 請叫我英雄（2016年4月1日—，徹子）

### 廣播節目
- （2011年11月—，FM根室（日语：ねむろ市民ラジオ））
- ！（2018年1月—，YouTube發佈）—與葵井歌菜共演。
- 師匠系列（2024年月—，言靈堂）[48][49]

### 旁白
- 大和業務範圍（大和證卷情報TV（日语：ダイワ・証券情報TV））

### 其它
- 世界令人震驚的故事（日语：実録世界のミステリー）（聲音演出）
- 諾曼·洛克威爾（2013年，逃家少年）[注 7]
- 偶像×戰士 奇蹟之音！（2017年，Poppun的聲音）
- 有聲劇「Extreme Hearts S×S×S」（2022年，雷尼）

## 音樂作品

### 角色歌曲
| 發行日期 | 商品名稱                                   | 歌                                                                         | 樂曲   | 備註                               |
| 2021年   | 2021年                                     | 2021年                                                                     | 2021年 | 2021年                             |
| -------- | ------------------------------------------ | -------------------------------------------------------------------------- | ------ | ---------------------------------- |
| 7月21日  | 百華繚亂 參                                | 大俱利伽羅（日野麻里）、古今傳授之太刀（朝日奈丸佳）、骨喰藤四郎（澤田美晴） | 「」   | 遊戲《天華百劍 -斬-》相關歌曲      |
| 2024年   |                                            |                                                                            |        |                                    |
| 3月6日   | 《魔都精兵的奴隸》角色歌曲迷你專輯 01 「」 | 魔防隊七番組                                                               | 「」   | 電視動畫《魔都精兵的奴隸》相關歌曲 |
| 3月6日   | 《魔都精兵的奴隸》角色歌曲迷你專輯 01 「」 | 駿河朱朱（日野麻里）                                                       | 「」   | 電視動畫《魔都精兵的奴隸》相關歌曲 |

## 腳註

## 外部連結
- 日野麻里｜Sigma Seven （日語）
- （日語）—日野麻里的官方個人部落格。
- 日野麻里的X（前Twitter） （日語）
- 的X（前Twitter） （日語）
- 的X（前Twitter） （日語）
- YouTube官方頻道 （页面存档备份，存于） （日語）（可以觀看的過往期刊）
- （页面存档备份，存于） （日語）